# 岡森博和
岡森博和（おかもり ひろかず、1927年8月28日 - 2012年7月23日）は、日本の数学者・算数教育学者。

## 人物・来歴
大阪府出身。大阪学芸大学中等教育卒、大阪教育大学附属高等学校教諭、1968年大阪教育大学助教授をへて、教授。1993年定年退官、名誉教授。

## 著書
- 『集合代数』 (図解初等数学選書 岩崎書店, 1967
- 『方程式の応用問題』(中学生の数学ライブラリー 岩崎書店, 1979.4

### 共編著
- 『関数と解析』(中学生の数学 本間俊宏共著, 横地清編. 国土社, 1973.9
- 『立体を追う』(中学生の数学ライブラリー 鈴木正彦共著. 岩崎書店, 1978.8
- 『算数・数学教育の研究と実践』(教育大学教育実践シリーズ 編著. 第一法規出版, 1983.2
- 『数学教育とパソコン』編著. 第一法規出版, 1987.4
- 『算数教育とパソコン』編著. 第一法規出版, 1987.4
- 『21世紀への学校数学の展望 新版』横地清 監修, 鈴木正彦,高田彰,町田彰一郎,森川幾太郎共編. 誠文堂新光社, 1998.10